# ريوجي ساتو
ريوجي ساتو (ولد في 16 أبريل 1977) هو حكم كرة قدم ياباني. قام بإدارة مباريات في بطولة أسيان لكرة القدم وتصفيات كأس العالم لكرة القدم والدوري الياباني لكرة القدم.

## روابط خارجية
- ريوجي ساتو على موقع Soccerway.com (الإنجليزية)
- ريوجي ساتو على موقع أوليمبيديا (الإنجليزية)